# CDアルコヤーノ
CDアルコヤーノ, S.A.D.（Club Deportivo Alcoyano, S.A.D.）は、スペインのバレンシア州アルコイに本拠地を置くサッカークラブ。2023-24シーズンはプリメーラ・フェデラシオン (3部) に所属している。
1928年創設。これまでに4シーズンをプリメーラ・ディビシオン（1部）、12シーズンをセグンダ・ディビシオン（2部）、29シーズンをセグンダ・ディビシオンB（3部相当）、31シーズンをテルセーラ・ディビシオン（4部相当）で過ごしている。プリメーラ・ディビシオンに在籍したのは1940年代である。

## 歴史

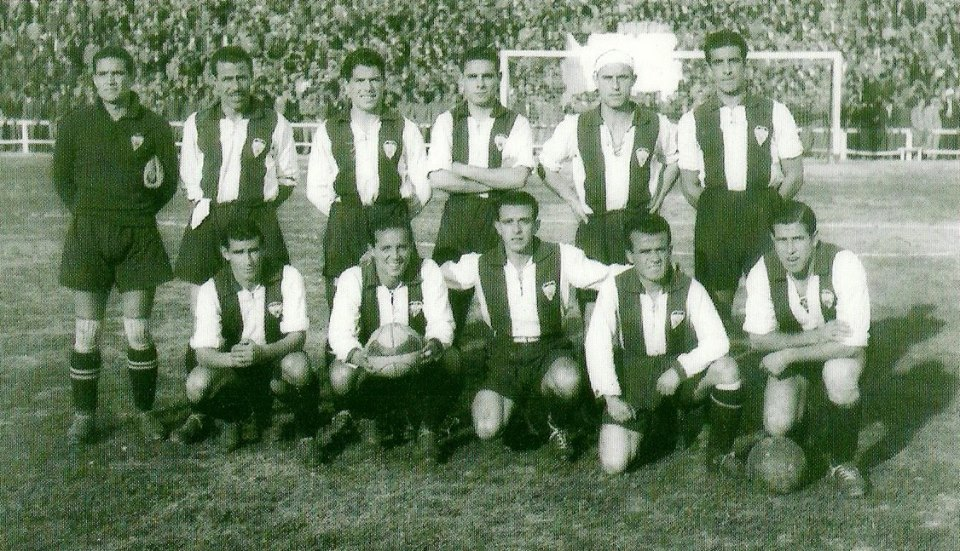
プリメーラでのアルコヤーノ (1945年)

1928年以前、アルコイには既にソシエダ・ボシン・クルブ・デポルティーボ・アルコヤーノというサッカークラブが存在していたが、このクラブは市や州リーグに認知、登録されておらず、アマチュアクラブとして活動していた。当時スペインではサッカークラブ同士でのリーグ戦結成が頻繁に起こっており、デポルティーボ・アルコヤーノの管理者らもこの流れに乗ろうとした。そして1928年9月13日、地元ジャーナリストの有力者カミロ・ホルダ・カルボネイの自宅で正式にCDアルコヤーノが設立された。1933年、バレンシア州サッカー連盟に登録。
アルコヤーノが全国レベルのクラブになったのはスペイン内戦後付近である。1941-42シーズン、バレンシア州リーグで優勝を果たし、クラブ史上初のセグンダ・ディビシオン昇格を決めた。2部3年目となった1945-46シーズン、創設18年目にして初のプリメーラ・ディビシオン参入を果たした。クラブ初の1部挑戦はリーグ13位で2部降格と失敗に終わるも、1シーズンで再びプリメーラ復帰を成し遂げる。その後は1部と2部を行き来する期間が続き、1950-51シーズンのプリメーラ以来1部には到達できていない。
2011-12シーズン、1968-69シーズンぶりとなるセグンダ昇格を決めた。残留を目標に望んだ2部リーグではあったが、第5節で降格圏に沈んだ。最終的にリーグ14ゴールを挙げたマヌエル・ガトの奮闘も虚しく、わずか1シーズンでセグンダB降格が決まった。
2020-21シーズン、コパ・デル・レイにて、昨シーズンのスペイン王者レアル・マドリードを下したことで有名になった。

## タイトル

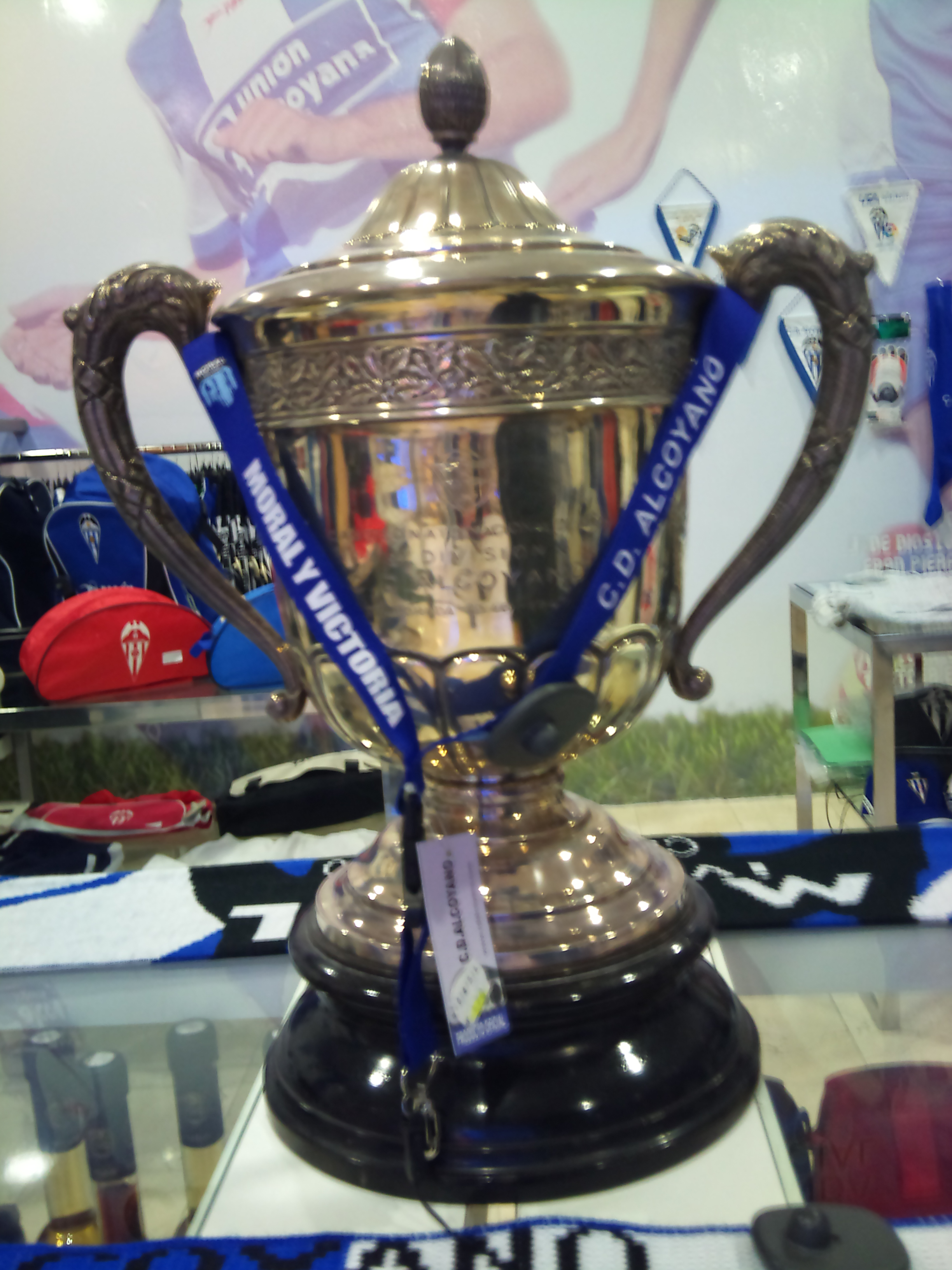
セグンダ優勝のトロフィー (1946-47)

### 国内タイトル
- セグンダ・ディビシオン : 3回

1944-45, 1946-47, 1949-50
- テルセーラ・ディビシオン : 5回

1954-55, 1956-57, 1966-67, 1981-82, 1996-97, 2019-20
- バレンシア州リーグ : 3回

1931-32, 1939-40, 1941-42

### 国際タイトル
- なし

### 非公式タイトル
- ガンディア市カップ : 2回

1984. 1989
- カルタヘナカップ : 1回

2013

## 過去の成績

### 1940・50年代
| シーズン | 部 | ディビジョン | 順位 | コパ・デル・レイ |
| -------- | -- | ------------ | ---- | ---------------- |
| 1941-42  | 3  | 州1部        | 1位  |                  |
| 1942-43  | 2  | セグンダ     | 8位  |                  |
| 1943-44  | 2  | セグンダ     | 4位  |                  |
| 1944-45  | 2  | セグンダ     | 1位  |                  |
| 1945-46  | 1  | プリメーラ   | 13位 |                  |
| 1946-47  | 2  | セグンダ     | 1位  |                  |
| 1947-48  | 1  | プリメーラ   | 10位 |                  |
| 1948-49  | 1  | プリメーラ   | 13位 |                  |
| 1949-50  | 2  | セグンダ     | 1位  |                  |
| 1950-51  | 1  | プリメーラ   | 15位 |                  |
| 1951-52  | 2  | セグンダ     | 3位  |                  |
| 1952-53  | 2  | セグンダ     | 7位  |                  |
| 1953-54  | 2  | セグンダ     | 14位 |                  |
| 1954-55  | 3  | テルセーラ   | 1位  |                  |
| 1955-56  | 3  | テルセーラ   | 4位  |                  |
| 1956-57  | 3  | テルセーラ   | 1位  |                  |
| 1957-58  | 2  | セグンダ     | 18位 |                  |
| 1958-59  | 3  | テルセーラ   | 5位  |                  |
| 1959-60  | 3  | テルセーラ   | 6位  |                  |
| 1960-61  | 3  | テルセーラ   | 3位  |                  |

### 2000年代以降
| シーズン | 部 | ディビジョン | 順位 | コパ・デル・レイ |
| -------- | -- | ------------ | ---- | ---------------- |
| 2000-01  | 4  | テルセーラ   | 17位 |                  |
| 2001-02  | 4  | テルセーラ   | 10位 |                  |
| 2002-03  | 4  | テルセーラ   | 5位  |                  |
| 2003-04  | 4  | テルセーラ   | 2位  |                  |
| 2004-05  | 3  | セグンダB    | 7位  |                  |
| 2005-06  | 3  | セグンダB    | 5位  | 4回戦敗退        |
| 2006-07  | 3  | セグンダB    | 3位  | 3回戦敗退        |
| 2007-08  | 3  | セグンダB    | 9位  | ベスト32         |
| 2008-09  | 3  | セグンダB    | 1位  |                  |
| 2009-10  | 3  | セグンダB    | 4位  | ベスト32         |
| 2010-11  | 3  | セグンダB    | 3位  | 2回戦敗退        |
| 2011-12  | 2  | セグンダ     | 21位 | 3回戦敗退        |
| 2012-13  | 3  | セグンダB    | 4位  | ベスト32         |
| 2013-14  | 3  | セグンダB    | 6位  | 1回戦敗退        |
| 2014-15  | 3  | セグンダB    | 6位  | ベスト32         |
| 2015-16  | 3  | セグンダB    | 6位  | 1回戦敗退        |
| 2016-17  | 3  | セグンダB    | 2位  | 2回戦敗退        |
| 2017-18  | 3  | セグンダB    | 13位 | 2回戦敗退        |
| 2018-19  | 3  | セグンダB    | 16位 |                  |
| 2019-20  | 4  | テルセーラ   | 1位  |                  |

| シーズン | 部 | ディビジョン   | 順位    | コパ・デル・レイ |
| -------- | -- | -------------- | ------- | ---------------- |
| 2020-21  | 3  | セグンダB      | 5位/2位 | ベスト16         |
| 2021-22  | 3  | プリメーラRFEF | 11位    | ベスト32         |
| 2022-23  | 3  | 連盟1部        | 15位    |                  |
| 2023-24  | 3  | 連盟1部        |         |                  |

- 4シーズン - プリメーラ・ディビシオン（1部）
- 12シーズン - セグンダ・ディビシオン（2部）
- 3シーズン - プリメーラ・フェデラシオン(3部)
- 29シーズン - セグンダ・ディビシオンB（3部相当）
- 31シーズン - テルセーラ・ディビシオン（4部相当、1977年以前は3部相当）

## 歴代監督
- マヌエル・ルイス・ソサ 1973-1974
- ファンデ・ラモス 1992-1994
- アシエル・ガリターノ 2012-2013

## 歴代所属選手

### GK
- コケ・ベガス 2011

### DF
- ダビド・コルコレス 2018-2019

### MF
- ファンデ・ラモス
- セルヒオ・モラ 2009-2015
- ウェリントン・シウバ 2011-2012
- ルーカス・トロ 2011-2012
- ホナタン・ニゲス 2013-2014
- ホセ・ミゲル・クベロ 2017
- ミゲル・アンヘル・ニエト 2018-2019

### FW
- ムンド 1950-1951
- ホルヘ・モリーナ 2001-2002
- ミクー 2004-2005
- ミゲル・リナレス 2008-2009
- アントニー・ロサノ 2011-2012
- ルビオ 2018-2019
- ホナ 2020-